# Grand Prix Portugalska 2021
Grand Prix Portugalska 2021 (oficiálně Formula 1 Heineken Grande Prémio de Portugal 2021) se jela na okruhu Algarve International Circuit v Algarve v Portugalsku dne 2. května 2021. Závod byl třetím v pořadí v sezóně 2021 šampionátu Formule 1.

## Kvalifikace
| Poř.                       | No. | Jezdec             | Konstruktér               | Časy v kvalifikaci | Časy v kvalifikaci | Časy v kvalifikaci | Pořadí na startu |
| Poř.                       | No. | Jezdec             | Konstruktér               | Q1                 | Q2                 | Q3                 | Pořadí na startu |
| -------------------------- | --- | ------------------ | ------------------------- | ------------------ | ------------------ | ------------------ | ---------------- |
| 1                          | 77  | Valtteri Bottas    | Mercedes                  | 1:18.722           | 1:18.458           | 1:18.348           | 1                |
| 2                          | 44  | Lewis Hamilton     | Mercedes                  | 1:18.857           | 1:17.968           | 1:18.355           | 2                |
| 3                          | 33  | Max Verstappen     | Red Bull Racing-Honda     | 1:19.485           | 1:18.650           | 1:18.746           | 3                |
| 4                          | 11  | Sergio Pérez       | Red Bull Racing-Honda     | 1:19.337           | 1:18.845           | 1:18.890           | 4                |
| 5                          | 55  | Carlos Sainz Jr.   | Ferrari                   | 1:19.309           | 1:18.813           | 1:19.039           | 5                |
| 6                          | 31  | Esteban Ocon       | Alpine-Renault            | 1:19.092           | 1:18.586           | 1:19.042           | 6                |
| 7                          | 4   | Lando Norris       | McLaren-Mercedes          | 1:18.794           | 1:18.481           | 1:19.116           | 7                |
| 8                          | 16  | Charles Leclerc    | Ferrari                   | 1:19.373           | 1:18.769           | 1:19.306           | 8                |
| 9                          | 10  | Pierre Gasly       | AlphaTauri-Honda          | 1:19.464           | 1:19.052           | 1:19.475           | 9                |
| 10                         | 5   | Sebastian Vettel   | Aston Martin-Mercedes     | 1:19.403           | 1:18.970           | 1:19.659           | 10               |
| 11                         | 63  | George Russell     | Williams-Mercedes         | 1:19.797           | 1:19.109           |                    | 11               |
| 12                         | 99  | Antonio Giovinazzi | Alfa Romeo Racing-Ferrari | 1:19.410           | 1:19.216           |                    | 12               |
| 13                         | 14  | Fernando Alonso    | Alpine-Renault            | 1:19.728           | 1:19.456           |                    | 13               |
| 14                         | 22  | Júki Cunoda        | AlphaTauri-Honda          | 1:19.684           | 1:19.463           |                    | 14               |
| 15                         | 7   | Kimi Räikkönen     | Alfa Romeo Racing-Ferrari | 1:19.748           | 1:19.812           |                    | 15               |
| 16                         | 3   | Daniel Ricciardo   | McLaren-Mercedes          | 1:19.839           |                    |                    | 16               |
| 17                         | 18  | Lance Stroll       | Aston Martin-Mercedes     | 1:19.913           |                    |                    | 17               |
| 18                         | 6   | Nicholas Latifi    | Williams-Mercedes         | 1:20.285           |                    |                    | 18               |
| 19                         | 47  | Mick Schumacher    | Haas-Ferrari              | 1:20.452           |                    |                    | 19               |
| 20                         | 9   | Nikita Mazepin     | Haas-Ferrari              | 1:20.912           |                    |                    | 20               |
| 107% času vítěze: 1:24.232 |     |                    |                           |                    |                    |                    |                  |
| Zdroj:                     |     |                    |                           |                    |                    |                    |                  |

## Závod
| Poř.                                                                 | No. | Jezdec             | Konstruktér               | Počet kol | Čas/Odstoupení | Pořadí na startu | Body |
| -------------------------------------------------------------------- | --- | ------------------ | ------------------------- | --------- | -------------- | ---------------- | ---- |
| 1                                                                    | 44  | Lewis Hamilton     | Mercedes                  | 66        | 1:34:31.421    | 2                | 25   |
| 2                                                                    | 33  | Max Verstappen     | Red Bull Racing-Honda     | 66        | +29.148        | 3                | 18   |
| 3                                                                    | 77  | Valtteri Bottas    | Mercedes                  | 66        | +33.530        | 1                | 16   |
| 4                                                                    | 11  | Sergio Pérez       | Red Bull Racing-Honda     | 66        | +39.735        | 4                | 12   |
| 5                                                                    | 4   | Lando Norris       | McLaren-Mercedes          | 66        | +51.369        | 7                | 10   |
| 6                                                                    | 16  | Charles Leclerc    | Ferrari                   | 66        | +55.781        | 8                | 8    |
| 7                                                                    | 31  | Esteban Ocon       | Alpine-Renault            | 66        | +1:03.749      | 6                | 6    |
| 8                                                                    | 14  | Fernando Alonso    | Alpine-Renault            | 66        | +1:04.808      | 13               | 4    |
| 9                                                                    | 3   | Daniel Ricciardo   | McLaren-Mercedes          | 66        | +1:15.369      | 16               | 2    |
| 10                                                                   | 10  | Pierre Gasly       | AlphaTauri-Honda          | 66        | +1:16.463      | 9                | 1    |
| 11                                                                   | 55  | Carlos Sainz Jr.   | Ferrari                   | 66        | +1:18.955      | 5                |      |
| 12                                                                   | 99  | Antonio Giovinazzi | Alfa Romeo Racing-Ferrari | 65        | +1 kolo        | 12               |      |
| 13                                                                   | 5   | Sebastian Vettel   | Aston Martin-Mercedes     | 65        | +1 kolo        | 10               |      |
| 14                                                                   | 18  | Lance Stroll       | Aston Martin-Mercedes     | 65        | +1 kolo        | 17               |      |
| 15                                                                   | 22  | Júki Cunoda        | AlphaTauri-Honda          | 65        | +1 kolo        | 14               |      |
| 16                                                                   | 63  | George Russell     | Williams-Mercedes         | 65        | +1 kolo        | 11               |      |
| 17                                                                   | 47  | Mick Schumacher    | Haas-Ferrari              | 64        | +2 kola        | 19               |      |
| 18                                                                   | 6   | Nicholas Latifi    | Williams-Mercedes         | 64        | +2 kola        | 18               |      |
| 19                                                                   | 9   | Nikita Mazepin     | Haas-Ferrari              | 64        | +2 kola        | 20               |      |
| Ret                                                                  | 7   | Kimi Räikkönen     | Alfa Romeo Racing-Ferrari | 1         | Kolize         | 15               |      |
| Nejrychlejší kolo: Valtteri Bottas (Mercedes) – 1:19.865 (v kole 65) |     |                    |                           |           |                |                  |      |
| Zdroj:                                                               |     |                    |                           |           |                |                  |      |

Poznámky
1. ↑  Valtteri Bottas získal jeden bod za zajetí nejrychlejšího kola.
2. ↑  Nikita Mazepin obdržel trest přičtení 5 sekund k času v cíli za ignorování modrých vlajek.

## Průběžné pořadí po závodě
Pohár jezdců
|        | Pořadí | Jezdec          | Body |
| ------ | ------ | --------------- | ---- |
|        | 1      | Lewis Hamilton  | 69   |
|        | 2      | Max Verstappen  | 61   |
|        | 3      | Lando Norris    | 37   |
| 1      | 4      | Valtteri Bottas | 32   |
| 1      | 5      | Charles Leclerc | 28   |
| Zdroj: |        |                 |      |

Pohár konstruktérů
|        | Pořadí | Konstruktér      | Body |
| ------ | ------ | ---------------- | ---- |
|        | 1      | Mercedes         | 101  |
|        | 2      | Red Bull-Honda   | 83   |
|        | 3      | McLaren–Mercedes | 53   |
|        | 4      | Ferrari          | 42   |
| 2      | 5      | Alpine-Renault   | 13   |
| Zdroj: |        |                  |      |